# 야나가와촌 (이와테현 이와테군)
야나가와촌(簗川村)은 1955년까지 이와테현 이와테군의 남동부에 위치했던 촌이다. 현재의 모리오카시 이사고자와, 가와메, 네다모에 해당한다.

## 연혁
- 1889년 4월 1일 - 정촌제 시행과 함께 이와테군 야나가와촌이 성립하였다.
- 1896년 3월 29일 - 미나미이와테군과 기타이와테군이 합병해 이와테군 야나가와촌이 되었다.
- 1954년 4월 1일 - 모리오카시에 편입하였다.

## 참고서적
- 이와테현 정촌합병지, (이와테현 총무부 지방과, 1957)